# Miguel de Cervantes
Miguel de Cervantes Saavedra, španski pisatelj, * 29. september 1547, Alcalá de Henares, Španija, † 23. april 1616, Madrid. Velja za največjega pisca v španskem jeziku in enega od svetovnih utemeljiteljev romana. Njegov roman Don Kihot je preveden v več kot 140 jezikov in narečij; gre za največkrat prevedeno knjigo takoj za Biblijo.
Don Kihot velja za klasiko zahodne literature in se mu velikokrat podaja naziv za prvi sodoben roman in najboljšo fantastično delo kar jih je bilo napisanih. Cervantesov vpliv na španski jezik je bil tako velik, da se jezik velikokrat imenuje la lengua de Cervantes (''Cervantesov jezik''). 
Miguel de Cervantes Saavedra se je rodil v Alcalá de Henares, ki je majhno špansko mesto severovzhodno od Madrida. Cervantes Saavedra se je najverjetneje rodil 29. septembra 1547, ko goduje sveti Mihael oziroma špansko Miguel. Rodil se je v revni družini skromnega podeželskega zdravnika. Bil je četrti od sedmih otrok. V mladosti je živel v Valladolidu, Madridu in Sevilli. O njegovi izobrazbi ni znanih veliko podatkov, gotovo pa je, da do univerzitetnega študija ni prišel. V Madridu, Valladolidu in Sevilli je hodil v latinske šole.  
Pri dvaindvajsetih letih objavi svojo prvo pesem, posvečeno smrti španske kraljice Isabele, ženi Filipa II. Leta 1569 je bil prisiljen zbežati iz Castile in odšel v Rim, kjer je zaposlen kot natakar v hiši kardinala Acquavive, pri triindvajsetih pa odide v Neapelj, ki je bil pod špansko oblastjo, in se priključi vojski. Sodeluje v pomorski bitki pri Lepantu, kjer krščanske dežele premagajo Turke. Tam je bil hudo ranjen v roko, ki se mu kasneje posuši, kljub temu pa se izkaže kot dober vojščak in dobi vojaške zasluge, po povratku v rodno Španijo pa bi ga zaradi tega čakalo manjše bogastvo. Leta 1575 ladjo, na kateri je služil, napadejo pirati in ga kot ujetnika odpeljejo v Alžirijo. Tam preživi 5 let ujetništva, saj ga domači zaradi pomanjkanja denarja niso mogli odkupiti. Ta leta podrobno opiše tudi v romanu Don Kihot v devetintridesetem in štiridesetem poglavju, kjer opisuje doživetja ujetnika v Alžiru.
Cervantes se potem vrne v rodno Španijo, kjer pa so na njegove vojaške dosežke že pozabili. Leta 1584 se poroči, z ženo živita v precejšnji revščini. V tem času napiše dvajset do trideset dramskih del, ki so bila tudi uprizorjena. Leto kasneje objavi svoj prvi roman z naslovom Galateja. Kljub uspehu dramskih uprizoritev in natisu Galateje, mu revščine ne uspe omiliti. Med letoma 1587 in 1597 dela kot pobiralec davkov. Zaradi nepravilnosti in utaje je dvakrat zaprt. Med drugim preživljanjem kazni dobi tudi idejo za prvi del romana Don Kihot, ki ga objavi leta 1605. Istega leta se Cervantes Saavedra preseli v Madrid, kjer živi v neposredni bližini drugih velikih literatov tistega časa: Félixa Lope de Vega y Carpia, Luisa de Góngore in Francisca de Queveda. Na ulici Atocha, kjer je živela večina pomembnih umetnikov tistega časa, je Cervantes doživel njegovo najbolj plodno literarno obdobje. Preživljal se je kot poklicni pisatelj. Leta 1613 je izdal zbirko Zgledne novele, 1615 pa zaradi velike popularnosti objavi še drugi del Don Kihota. Roman Don Kihot je Cervantesu prinesel slavo, ne pa bogastva. Umrl je leta 1616 v Madridu.

## Dela
- Proza:  
  - Galateja (Galatea, 1585)
  - Don Kihot (El ingenioso caballero don Quijote de la Mancha, 1605)
  - Zgledne novele (Novelas ejemplares, 1613)
  - Veleumni plemič don Kihot iz Manče – drugi del (Segunda parte del ingenioso caballero don Quijote de la Mancha, 1615)
  - Persiles in Sigismunda (Los trabajos de Persiles y Sigismunda, 1617)

- Poezija:
  - Pot na Parnas (Viaje del Parnaso, 1614)

- Dramatika:
  - El tratado de Argel
  - La destrucción de Numancia
  - Osem komedij in osem mediger (Ocho comedias y ocho entremeses nuevos, nunca representados, 1615)

## Zasluge v književnosti
Z Don Kihotom je ustvaril prvi veliki novoveški roman in z njim je roman postal klasična, tradicionalna oblika.